# قطعنامه ۱۲۴۶ شورای امنیت
قطعنامه ۱۲۴۶ شورای امنیت سازمان ملل متحد که در تاریخ ۱۱ ژوئن ۱۹۹۹ تصویب شد، سندی بین‌المللی دربارهٔ بررسی وضعیت تیمور شرقی است. این قطعنامه طی نشست ۴۰۱۳ام با ۱۵ رای موافق، ۰ مخالف و ۰ ممتنع تصویب شد.